# فرودگاه طبرق
فرودگاه طبرق (به عربی: مطار طبرق) یک فرودگاه و پروازگاه ترافیک تجاری در لیبی است که در طبرق واقع شده‌است. این فرودگاه پروازهایی به مقصد طرابلس و بنغازی دارد.